# Kenduren
Kenduren is een bestuurslaag in het regentschap Demak van de provincie Midden-Java, Indonesië. Kenduren telt 5412 inwoners (volkstelling 2010).